# Cryptocarya cuprea
Cryptocarya cuprea är en lagerväxtart som beskrevs av André Joseph Guillaume Henri Kostermans. Cryptocarya cuprea ingår i släktet Cryptocarya och familjen lagerväxter. Inga underarter finns listade i Catalogue of Life.